# NGC 968
NGC 968 je galaksija u zviježđu Trokut.

## Vanjske poveznice
- SEDS: NGC 968